# Cratere Krasovskiy
Krasovskiy è un cratere lunare di 61,67 km situato nella parte nord-orientale della faccia nascosta della Luna.
Il cratere è dedicato al geodesista sovietico Feodosiy Nikolaevič Krasovskiy.

## Crateri correlati
Alcuni crateri minori situati in prossimità di Krasovskiy sono convenzionalmente identificati, sulle mappe lunari, attraverso una lettera associata al nome.
| Krasovskiy | Coordinate            | Diametro (in km) |
| ---------- | --------------------- | ---------------- |
| C          | 6°07′48″N 173°37′12″W | 22,44            |
| F          | 3°45′00″N 172°40′48″W | 13,9             |
| H          | 2°37′12″N 171°35′24″W | 45,99            |
| J          | 3°07′48″N 174°19′48″W | 35,93            |
| L          | 0°31′12″S 175°01′48″W | 56,87            |
| N          | 0°59′24″N 176°10′48″W | 22,45            |
| P          | 0°52′48″N 177°20′24″W | 41               |
| T          | 3°38′24″N 177°05′24″W | 96,46            |
| Z          | 5°50′24″N 175°43′48″W | 14,52            |